# 甘肃新疆省
甘肃新疆省（穆麟德轉寫：G'ansu Ice Jecen Golo），簡稱新疆省（穆麟德轉寫：Ice Jecen Golo），是清朝末期22個省份之一。同治四年（1865年），洪福汗國阿古柏入侵喀什噶爾、阿克蘇、烏魯木齊等地。光緒二年（1876年），陝甘總督左宗棠率軍出甘肅，於次年收復了新疆大部分地區，並從俄国手中收復伊犁。光緒十年（1884年）十一月正式建省，行政中心由伊犁遷至迪化城（在今乌鲁木齐市天山区）。

## 歷史
乾隆二十年（1755年），清軍滅準噶爾，三年後又消滅阿睦爾撒納勢力，西域底定。

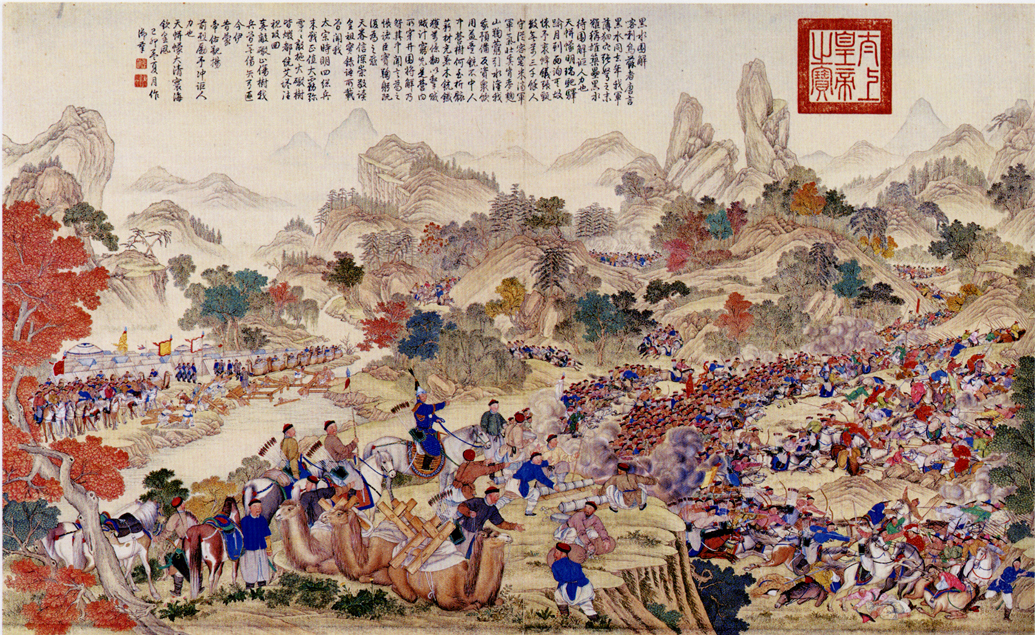
清軍在葉爾羌與大小和卓交戰

乾隆二十四年（1759年），清朝平定回部的大小和卓之亂，採用伯克制和軍府制，開始統治南疆。其後大和卓之孫和卓玉素普、張格爾等數次回國叛亂。回部之前在準噶爾暴力統治之下。而準噶爾部的滅亡也導致新疆及中亞部分（吉爾吉斯斯坦全部，塔吉克斯坦、烏茲別克斯坦部分，哈薩克斯坦東部）完全伊斯蘭化。之前此區域統治民族準噶爾部蒙古全民信奉藏傳佛教。乾隆二十七年（1762年），清朝在伊犁設立伊犁將軍，統一行使對天山南北各地的軍政管轄。
道光六年（1826年）大和卓之孫張格爾依附英國叛亂，後被擒至北京處死。
同治回亂，從同治元年（1862年）至十二年（1873年）在中國陝西、甘肅爆發的一次境內的穆斯林對漢族之間的仇殺。它維持了十年多，波及陝西、甘肅、寧夏、青海和新疆等地區，最後被以漢人湘軍為主的清朝軍隊鎮壓。而同治回亂的很多穆斯林首領也退到新疆，或借道新疆逃往俄国。
19世紀中葉，俄國威脅清朝的整個北部邊境。同治三年（1864年）的塔城條約將新疆西北部巴爾喀什湖以南大片土地（即外西北）割讓給俄國，今哈薩克斯坦、吉爾吉斯斯坦和塔吉克斯坦。
同治十年（1871年），俄國侵佔包括伊犁城（伊寧市）在內的伊犁河谷，當時清朝在新疆只剩下塔城、哈密等少数据點。
光緒元年（1875年），清朝陝甘總督左宗棠就任欽差大臣，督辦新疆事務。到光緒三年（1877年）底，清軍湘军甘军陸續收復了中亞浩罕汗國阿古柏侵佔了多年的天山南北，史稱「清軍收復新疆之戰」。光緒七年（1881年），清政府收復被俄国佔領長達11年之久的伊犁地區。光緒十年（1884年）十一月十九日，清政府頒發光绪帝上諭，任命劉錦棠為甘肃新疆巡撫，魏光燾為新疆布政使，標誌著新疆正式建省。甘肃新疆省實行與内地十八省一樣的行政制度，由巡撫統管全疆各項軍政事務，新疆政治中心由伊犁移至迪化（今烏魯木齊）。

## 行政區劃
清同治四年（1865年），浩罕國阿古柏入侵喀什噶爾、阿克蘇、烏魯木齊等地。光緒二年（1876年），陝甘總督左宗棠帥官軍出甘肅，7月入烏魯木齊，次年1月攻佔和闐，收復了新疆大部分地區。光緒七年（1881年）從俄罗斯帝国手中收復伊犁。光緒十年，左宗棠奏請設立「新疆省」，由陝甘總督管轄，行政中心由伊犁移至迪化。新疆省初置鎮迪道、阿克蘇道、喀什噶爾道、伊塔道4道。至清末已廢除伯克制，有迪化、伊犁、焉耆、溫宿、疏勒、莎車6府，吐魯番、精河、英吉沙爾、塔爾巴哈臺、庫爾哈喇烏蘇、哈密、鎮西7直隸廳、庫車、烏什、和闐3直隸州、1散廳、1散州、21縣。
- 6府
  - 迪化府（治迪化，今乌鲁木齐市），1760年，设乌鲁木齐厅，1773年，改迪化直隶州，1886年，改迪化府。省城、府城、县城具在迪化城。
    - 下辖：迪化县、昌吉县、绥来县、阜康县、奇台县、孚远县

  - 焉耆府（治今焉耆回族自治县），1882年，设喀喇沙尔直隶厅，1899年，改焉耆府
    - 下辖：新平县、轮台县、婼羌县

  - 疏勒府（治今疏勒县），1883年，设疏勒直隶州，1902年，改疏勒府
    - 下辖：疏附县、伽师县

  - 莎车府（治今莎车县），1884年，设莎车直隶州，1902年，改莎车府
    - 下辖：叶城县、皮山县、蒲犁厅、巴楚州

  - 温宿府（治今阿克苏市），1883年，设温宿直隶州，1902年，改溫宿府
    - 下辖：温宿县、拜城县

  - 伊犁府（治绥定，今霍城县），1764年，设伊犁厅，1888年，改伊犁府
    - 下辖：绥定县、宁远县
- 9直隸廳
  - 英吉沙尔直隶厅（治今英吉沙县），1884年设
  - 乌什直隶厅（治今乌什县），1884年设
  - 镇西直隶厅（治今巴里坤哈萨克自治县），1756年，设巴里坤厅，1760年，改为巴里坤直隶厅，1773年，改镇西府，1855年，改为镇西直隶厅
    - 镇西府下辖：宜禾县、迪化州、哈密厅、辟展厅、奇台厅，后来或撤或改属

  - 库尔喀喇乌苏直隶厅（治今乌苏市），1886年，设
  - 吐鲁番直隶厅（治今吐鲁番市），1758年，设辟展厅，1779年，改为吐鲁番厅，1884年，改为吐鲁番直隶厅
    - 下辖：鄯善县

  - 哈密直隶厅（治今哈密市），1759年，设哈密厅，1760年，设哈密直隶厅，1773年，改哈密厅，属镇西府，1855年，改哈密直隶厅
  - 精河直隶厅（治今精河县），1887年设
  - 塔尔巴哈台直隶厅（治今塔城市），1888年设
  - 玛喇巴什直隶厅（治今巴楚县），1884年设，1902年，改为巴楚州，属疏勒府
- 2直隸州
  - 库车直隶州（治今库车县），1884年，设库车直隶厅，1902年，改库车直隶州
    - 下辖：沙雅县

  - 和阗直隶州（治今和田市），1884年，设和阗直隶州
    - 下辖：于阗县、洛浦县

## 地方官員
1884年（光绪十年）11月17日，新疆建省。廢除了除塔城参赞大臣、伊犁领队大臣外的天山南北各路办事大臣，包括乌鲁木齐都统、維吾爾伯克制（蒙古和回部札萨克制保留），一律改为郡县制，设置道、府、州、厅。伊犁將軍仅管理伊犁、塔城地区的军政与对俄国的外交，塔城参赞大臣、伊犁领队大臣协理。
经过一段时间调整，新疆共设4道，下辖6府、11厅、3州、23县。光绪十一年（1885年）设甘肅新疆鎮迪道，治所在迪化（今乌鲁木齐）。1885年鎮迪道道员兼按察使銜，1910年更名為提法使銜。兼管全疆刑名，即司法。尽管光绪八年（1882年）就在南疆地区设置甘肅新疆阿克苏道和甘肅新疆喀什噶尔道，但开始时南疆二道的职责没有明确，直到光绪十一年（1885年）才正式规定了道员的职守；光绪十四年（1888年），在伊犁、塔城一带设置甘肅新疆伊塔道。
设甘肅新疆巡撫一员，正一品。总管全疆事物。受陝甘總督节制。甘肅新疆巡撫下设甘肅新疆布政使一员，主管新疆行政；甘肅新疆提学使一名，主管新疆教育；抚标（巡抚直属军队）4营，兼辖喀拉噶巴尔逊、玛纳斯、济木萨、库尔噶喇乌苏、吐鲁番、精河各营。各道下设道员、知府、同知、县令。
新疆提督一名，从一品。受甘肅新疆巡撫和陝甘總督节制。负责除伊犁将军辖地外的新疆军务和驻防。提标（提督直属军队）5营，兼辖回城协2协（驻哈密）、莎车2协、英吉沙、和田、玛喇巴什各1营。下辖正二品总兵两人，阿克苏总兵4营，巴里坤总兵4营，满营城守尉各一名。